# ديفيد رودريغو
ديفيد رودريغو (بالإسبانية: David Rodrigo)‏ هو مدرب كرة قدم ولاعب كرة قدم إسباني، ولد في 8 مايو 1968 في إسبانيا. شارك مع منتخب أندورا لكرة القدم.